# اللادينية في اليمن
إن اللادينية في اليمن أمر غير شائع بين اليمنيين، حيث أن الإسلام هو الدين السائد. من الصعب تحديد عدد الملحدين في اليمن، حيث لا يتم حسابهم رسمياً في تعداد البلاد. هناك وصمة عار كبيرة مُلحقة بالملحد في اليمن، حيث يتواصل الكثير من الملحدين اليمنيين مع بعضهم البعض عبر الإنترنت. والعقوبة على الردة عن الإسلام في اليمن هي الإعدام.

## الاضطهاد
رداً على هجوم صنعاء عام 2013، أعلنت امرأة يمنية من باجل في الحديدة تحولها من الإسلام إلى المسيحية وعلى الفور، وضعتها الحكومة تحت التحريات، بعد انقضاء المهلة، أرسلتها إلى مستشفى الأمراض النفسية. بحلول نهاية عام 2013، تم تأسيس صفحة جديدة على الفيس بوك لتشجيع اليمنيين اللادينيين على الظهور وعدم الخوف من رد فعل المجتمع.
كان هناك أيضاً سوء فهم واسع بين العلمانية والإلحاد أو حتى اللادينية، وقد اُختطف وقتل العديد من النشطاء بسبب هذا الارتباك، أمثلة على تلك الأحداث:
- في 4 سبتمبر 2015، تم اغتيال ناشط علماني يُدعى أنور الوزير في تعز أمام عائلته لكونه علمانياً.[9][10]
- في 26 أبريل 2016، اتُهم ناشط يبلغ من العمر 17 عاماً يدعى عمر باطويل بالإلحاد وقُتِل في عدن. وكان أحد أقواله الشهيرة «إنهم يتهمونني بالإلحاد! يا أيها الناس، أرى الله في الزهور، وأنت تراه في المقابر، وهذا هو الفرق بيني وبينك».[11][12]
- في 15 مايو 2017، قُتل أمجد عبد الرحمن، أحد أصدقاء عمر في عدن مرة أخرى بسبب الردة. تم منع عائلته من دفنه في منطقته ومن أداء صلاة الجنازة.[13][14][15]

- في 5 سبتمبر 2020  وجدت جثة شاب يدعى صدام لؤي وهو شاب يتيم لايتجاوز 18 سنة من العدين وذلك بعد يوم من منشور مثير للجدل يعتقد أنه كان سببا في مقتله وتلفيق تهمة الانتحار شنقا له.[16][17]